# Rotaliida
Rotaliida es un orden de foraminíferos bentónicos (clase Foraminiferea, o Foraminifera), tradicionalmente considerado suborden Rotaliina del orden Foraminiferida. Rotaliida es un grupo extenso y abundante de foraminíferos. Incluyen géneros notables, algunos fósiles importantes, tales como Nummulites, Discocyclina, Orbitoides, Lepidocyclina, Operculina o Assilina. Su rango cronoestratigráfico abarca desde el Triásico hasta la Actualidad.

## Descripción
Son un grupo de foraminíferos bentónicos que presentan una concha calcítica hialina, en la que los cristales microscópicos de calcita pueden estar orientados radialmente (como en otros foraminíferos) u oblicuamente.

## Clasificación
Rotaliida incluye a las siguientes superfamilias:
- Superfamilia Acervulinoidea
- Superfamilia Annulopatellinoidea
- Superfamilia Asterigerinoidea
- Superfamilia Bolivinoidea
- Superfamilia Bolivinitoidea
- Superfamilia Buliminoidea
- Superfamilia Cassidulinoidea
- Superfamilia Chilostomelloidea
- Superfamilia Delosinoidea
- Superfamilia Discorboidea
- Superfamilia Discorbinelloidea
- Superfamilia Eouvigerinoidea
- Superfamilia Fursenkoinoidea
- Superfamilia Glabratelloidea
- Superfamilia Loxostomatoidea
- Superfamilia Nonionoidea
- Superfamilia Nummulitoidea
- Superfamilia Orbitoidoidea
- Superfamilia Planorbulinoidea
- Superfamilia Pleurostomelloidea
- Superfamilia Rotalioidea
- Superfamilia Siphoninoidea
- Superfamilia Stilostomelloidea
- Superfamilia Turrilinoidea

Otra familia considerada en Rotaliida es:
- Superfamilia Praeplanctonioidea[3]